# Uhniv
Uhniv (tiếng Ukraina: Угнів) là một thành phố của Ukraina. Thành phố này thuộc tỉnh Lviv. Thành phố này có diện tích ? km², dân số theo điều tra dân số năm 2022 là 939 người.